# Miagrammopes orientalis
Espèce
Synonymes
- Miagrammopes coreensis Yamaguchi, 1953

Miagrammopes orientalis est une espèce d'araignées aranéomorphes de la famille des Uloboridae.

## Distribution
Cette espèce se rencontre au Japon, à Taïwan, en Corée du Sud et en Chine.

## Description
Le mâle holotype mesure 5 mm.

## Publication originale
- Bösenberg & Strand, 1906 : Japanische Spinnen. Abhandlungen der Senckenbergischen Naturforschenden Gesellschaft, vol. 30, p. 93-422 (texte intégral).